# Bank Cantrade
Die Cantrade Privatbank AG mit Sitz in Zürich war eine Schweizer Privatbank. Ihre Kernaktivität umfasste die Vermögensverwaltung, das Private Banking sowie den  Wertschriftenhandel für private wie auch institutionelle Kunden. Die Cantrade Privatbank beschäftigte im Jahr 2002 310 Mitarbeiter. Neben dem Geschäftsitz in Zürich hatte Cantrade noch Niederlassung in St. Helier (Jersey), London und Luxemburg.

## Geschichte
Die „Bank Cantrade AG“ wurde 1952 in Zürich mit dem Namen „Canadian Trading Company“ (Verkürzt „Cantrade“) als Tochtergesellschaft einer kanadischen Gesellschaft gegründet. Ziel des neuen Unternehmens war es, mit Hilfe von Barter- und Kompensationsgeschäften Handel zwischen Kanada und der Schweiz zu betreiben. Erst 1957 erwarb die Cantrade eine Schweizer Bankkonzession.
1960 wurde Cantrade mehrheitlich von der Schweizerischen Bankgesellschaft (seit 1998 Teil der UBS) übernommen. In den folgenden Jahren entwickelte sie sich zu einer Schweizer Privatbank, die sich der Vermögensverwaltung widmete. Verstärkt wurde diese Entwicklung 1980 durch den Kauf der Zürcher Privatbank Landau & Kimche und 1987 durch den Erwerb der Lausanner Banque Intercommerciale de Gestion. Um die Veränderung des Geschäftsschwerpunkts nach aussen deutlicher wiederzugeben, wurde 1993 der Name in „Cantrade Privatbank AG“ geändert.
Sie wurde 2003 auf Veranlassung ihres Eigentümers, der Schweizer Grossbank UBS, mit zwei anderen, ebenfalls von der UBS kontrollierten Privatbanken, Ehinger und Armand von Ernst, zusammengelegt. Die neue Bank erhielt den Namen „Ehinger & Armand von Ernst“ und hatte ihren Sitz in Zürich. Im September 2005 kaufte die Bank Julius Bär Ehinger & Armand von Ernst AG zusammen mit Ferrier, Lullin & Cie SA, Banco di Lugano und dem Vermögensverwaltungshaus GAM (Global Asset Management) von der UBS für 6.1 Mrd. Schweizer Franken. Durch diese Erwerbungen wurde Julius Bär zu einem der grössten unabhängigen Vermögensverwalter der Schweiz.
Am 21. August 2014 reichte die Deutsche Bundesanstalt für vereinigungsbedingte Sonderaufgaben (BvS) als Treuhänderin für das Vermögen der ehemaligen DDR beim Bezirksgericht Zürich Klage gegen die Julius Bär & Co. AG auf Schadenersatz für verschwundenes DDR-Staatsvermögen in Höhe von umgerechnet 135 Millionen Euro ein. Diese Summe soll über die Novum GmbH durch Rudolfine Steindling auf Schweizer Konten der Cantrade Privatbank AG transferiert worden sein. Später soll Steindling das Geld abgehoben und in Banksafes gelagert haben, wobei der endgültige Verbleib unbekannt ist. 2019 verurteilte das Bundesgericht in Lausanne die Bank Julius Bär als Rechtsnachfolgerin der Cantrade Privatbank dazu, 88 Millionen Euro zuzüglich Zinsen an die Bundesrepublik zu zahlen. Auf den zwischen Steindling und der BvS 2009 geschlossenen Vergleich konnte sich die Bank nicht berufen.